# 22 (canção de Lily Allen)
"22" é uma canção da cantora britânica Lily Allen de seu segundo álbum, It's Not Me, It's You. A canção foi composta por Allen e Greg Kurstin e lançada como o quarto single internacional do álbum, mas a terceira no Reino Unido, depois que foi decidido não promover "Fuck You" no país. A canção foi lançada no mercado musical em 24 de agosto de 2009 através da Regal Recordings, embora uma versão diferente chamada "22 (Vingt Deux)" foi lançada na França.
A canção recebeu críticas mistas dos críticos contemporâneos, alguns elogiando o som empolgante e as letras, que escondem a sua maturidade. No entanto, outros consideraram que elas sejam um pouco machista. O single atingiu o pico dentro do top 20 das paradas da UK Singles Chart, na Irlanda, na Holanda e na Austrália, dando à Allen seu terceiro hit consecutivo no top 20 em ambos os países. O vídeo da música retratou um tema de autorreflexão, Allen tendo uma visão sobre o passado dela própria no espelho e perceber que sua vida foi desperdiçada em questões superficiais. A música foi performada ao vivo como parte da set list da turnê It's Not Me, It's You World Tour. A música aparece na trilha sonora internacional da telenovela brasileira Viver a Vida.

## Antecedentes
"É mais sobre as garotas que ainda não descobriram o que elas querem fazer com si mesmas. Especialmente garotas realmente bonitas.[...] E sim, é sobre uma pessoa específica. A maioria das minhas canções começam assim, em seguida, tornam-se mais gerais.

Ao descrever o álbum, Allen disse que "decidimos tentar e fazer uma sonoridade maior, músicas mais etéreas, músicas reais". Ela escolheu "22" como um single do álbum, e mais tarde declarou que, liricamente, a canção descreve uma mulher perto de trinta anos de idade, percebendo que ela está no fim de seu auge.

## Créditos e pessoal
- Vocais principais — Lily Allen
- Composição — Lily Allen e Greg Kurstin
- Produção — Greg Kurstin
- Mixagem — Greg Kurstin
- Gravação, teclados, baixo, guitarra, programação — Greg Kurstin
- Direção de arte, comissionamento — Dan Sanders

## Desempenho nas tabelas musicais
| Tabela musical (2009-10)  | Melhor posição |
| ------------------------- | -------------- |
| Australian Singles Chart  | 12             |
| Austrian Singles Chart    | 54             |
| Dutch Top 40              | 18             |
| European Hot 100          | 43             |
| French Singles Chart      | 23             |
| German Singles Chart      | 85             |
| Irish Singles Chart       | 12             |
| New Zealand Singles Chart | 28             |
| Swiss Singles Chart       | 71             |
| UK Singles Chart          | 14             |